# منطقه حفاظت‌شده جهان‌نما
منطقهٔ حفاظت‌شدهٔ جهان‌نما یک منطقهٔ حفاظت‌شده با مساحت ۳۳۳۵۶ هکتار است که در استان گلستان در ایران قرار دارد. این منطقهٔ حفاظت‌شده طبق مصوبهٔ شمارهٔ ۶۳۲ در تاریخ ۱۳۵۲/۹/۲۰ در فهرست مناطق تحت حفاظت سازمان محیط زیست ایران قرار گرفت.
منطقه حفاظت‌شده جهان‌نما در ارتفاعی بین ۶۰۰ تا ۳۰۸۶ متری از سطح دریا واقع شده است. این منطقه در ۱۸ کیلومتری جنوب شهر گرگان (روستای زیارت) و ۱۷ کیلومتری جنوب شهر کردکوی قرار دارد. شرقی‌ترین منطقه آن نزدیک روستای رباط سفید و غربی‌ترین منطقه آن درازنو و رادکان است.
جهان‌نما، سالم‌ترین و دست‌نخورده‌ترین جنگل‌های میان‌بند (جنگل‌های دامنه کوه) را در شمال ایران دارد. به همین دلیل، از هنگام انقراض ببر مازندران در دهه ۱۳۳۰، مطالعات زیادی در این منطقه در مورد احتمال حضور این حیوان در آن انجام شده است چراکه از نظر کارشناسان محیط زیست شمال کشور، جهان‌نما تنها منطقه ایران است که زیستگاهی قابل سکونت برای ببر محسوب می‌شود. جنگل‌های جهان‌نما از نوع جنگل‌های هیرکانی است، که از قدیمی‌ترین جنگل‌های دنیا به‌شمار می‌رود. در مجموع ۶۰۷ گونه گیاه آوندی در این منطقه شناسایی شده است.
نام این منطقه از دهکده ییلاقی جهان‌نما گرفته شده که در حاشیه آن قرار دارد. وجود دهکده‌های ییلاقی قدیمی، آثار تاریخی و باستانی، وضعیت جغرافیایی و آب و هوایی، وجود کوه، رودخانه، چشمه، انواع وحوش و پرندگان کمیاب و نوع پوشش گیاهی، از جمله جاذبه‌های این منطقه است.
برج ۳۵متری رادکان معروف به «میل رادکان» در حاشیه این منطقه واقع است. گفته می‌شود که این برج، مدفن یکی از اسپهبدان باوندیان طبرستان به نام ابوجعفر محمدبن وندرین باوندی است. آبشار زیارت از جاذبه‌های طبیعی این منطقه است که در حدود پنج کیلومتری روستای زیارت و در شمال شرقی این منطقه قرار گرفته است.
همچنین این منطقه مجاور بخش یانه سر یکی از بخشهای چهاردانگه هزار جریب تاریخی است (در حال حاضر یکی از بخشهای شهرستان بهشهر) که آثاری مانند خانه شهریاری، بنای تاریخی تشر و قله خوش انگور در آن مناطق قرار دارد.
راه‌های دسترسی به جنگل جهان‌نما یکی از سمت کردکوی و دیگری از سمت دامغان است.

## حیات وحش
درختانی همچون راش، پیرو، سرو کوهی، ممرز، مازو، بلند مازو، آزاد، سرخ‌دار، نم‌دار، آلوچه جنگلی، بید، هفت کول، سیاه تلو، ارس، زرشک، و بوته‌ها و گل‌هایی چون گاوزبان، درمنه، کلاه میرحسن، مریم گلی، سریش، فستوک، شکرتیغال، قاصدک، اسپرس بوته‌ای، چوبک و انواع نسترن از مهم‌ترین گیاهانی هستند که در این منطقه می‌توان مشاهده کرد.
انواع پرندگان شکاری چون سارگپه جنگلی، کورکور، طرلان، قرقی، سارگپه پابلند، انواع عقاب، هما، دال، شاهین، دلیجه و انواع جغد در این منطقه زندگی می‌کنند.
کبک، تیهو، قرقاول، بلدرچین معمولی، فاخته، توکا، انواع دارکوب‌ها، انواع چکاوک‌ها و بادخورک‌ها، هدهد و زنبورخوارها و دم جنبانک‌ها، سنگ‌چشم‌ها و سسکها، چرخ ریسک‌ها و سهره‌ها و کلاغ‌ها، قمری و کبوتر از دیگر پرندگان این منطقه هستند.
پستاندارانی همچون پلنگ، خرس قهوه‌ای، گرگ، مرال، شوکا، قوچ و میش، کل و بز، وشق، گربه جنگلی، گراز، خارپشت، خرگوش، شغال، سنجاب، و گورکن نیز جهان‌نما را خانه خود ساخته‌اند.
بخش‌های مرتفع جهان‌نما از بهترین رویشگاه‌های اُرِس و از زیستگاه‌های مناسب پرندگان شکاری متنوع مثل عقاب طلایی، هما و دال و همچنین کبک‌های درشت‌جثه معروف به کبک دری است.